# Humboldtova cena
Humboldtova cena (německy Humboldt-Forschungspreis, anglicky Humboldt Research Award) je udělována Nadací Alexandra von Humboldta mezinárodně uznávaným výzkumným pracovníkům na vrcholu jejich kariéry.

## O ceně
Cena se uděluje výzkumným pracovníkům, kteří žili a pracovali v zahraničí nejméně pět let. Národnost, země původu a oblast výzkumu je libovolná.
Uděluje se vědcům za jejich celkovou práci, která má trvalý vliv na příslušnou oblast výzkumu. Nominaci udělují němečtí vědci. Cena v současné době činí 60 000 EUR a zahrnuje celoživotní podporu v síti Humboldt. Cena zve výzkumné pracovníky, aby strávili rok výzkumem v Německu v oblasti, kterou si zvolí, ve spolupráci s německými vědci; vítány jsou také společné publikace z této činnosti. Cena se uděluje až 100 výzkumníkům ročně.
Cena je pojmenována po německém přírodovědci a průzkumníkovi Alexandrovi von Humboldtovi.
Cena byla poprvé předána v roce 1972 jako Humboldtova cena pro USA. Vedoucí vědci ocenili poděkování USA „za pomoc při rekonstrukci, kterou poskytla německé vědě po druhé světové válce“.

## Laureáti ceny
Mezi laureáty ceny za humanitní vědy patří: Carlo Ginzburg, Panajotis Kondylis, Claudio Magris, Hugh Barr Nisbet, Londa Schiebinger, Jan Koenderink, Charles S. Maier, Harry Liebersohn, Andreas W. Daum, Jenny Strauss Clay, Wesley M. Stevens.
Mezi vítěze cen za matematiku patří: Dmitrij Viktorovič Anosov, Ole Barndorff-Nielsen, Spencer Bloch, Ivo Babuška, Messoud Efendiev, Alexandr Jerjomenko, Christian Genest, Victor Guillemin, Michael R. Fellows, Uffe Haagerup, Harald Helfgott, Toshiyuki Kobayashi, Robert Langlands, Benoît Mandelbrot, Vladimir Gilelevič Mazja, Grigorij Alexandrovič Margulis, Curtis McMullen, John Willard Milnor, Jurij Valentinovič Nestěrenko, Gopal Prasad, Elias Stein, Raymond Wells, Anatolij Mojsejevič Veršik, Ernest Borisovič Vinberg, Gerhard Woeginger, Shing-Tung Yau, Marc Yor, Ulrich Trottenberg, Florian Pop, Andrej Zelevinskij.
Mezi vítěze fyziky patří: Robert W. Boyd, Predrag Cvitanović, Roy J. Glauber, Willy Haeberli, Theodor Hänsch, John Lewis Hall, Masatoshi Koshiba, Herbert Kroemer, Holger Bech Nielsen, Steven Chu, Valerij Leonidovič Pokrovskij, Alexandr Borisovič Samolodčikov, Clifford Shull, Pierre-Gilles de Gennes, Hans Georg Dehmelt, Subrahmanyan Chandrasekhar, Nicolaas Bloembergen, Arthur L. Schawlow, Julian Seymour Schwinger, Robert Hofstadter, Dieter W. Pohl, Serge Haroche, Michail Jevgenjevič Šapošnikov, Rainer Blatt, Peter Paul, Alessandro Piccolo.
Mezi laureáty ceny za chemii patří: Robert Grubbs, Richard R. Schrock, John B. Fenn, Ahmed Zewail, John Anthony Pople, Robert F. Curl, Paul J. Crutzen, Rudolph Arthur Marcus, Jean-Marie Lehn, Narayan Sadashiv Hosmane, Walter Gilbert, Alec Wodtke, Richard A. Lerner
Mezi vítěze ceny za biologii patří: Serge Daan, Daniel Gianola, Dennis Gonsalves, Hendrikus Granzier, Bert Hölldobler, Sergej Nedospasov, Hans Othmer, Thomas Dyer Seeley, Rüdiger Wehner.